# Neufvy-sur-Aronde
Neufvy-sur-Aronde – miejscowość i gmina we Francji, w regionie Hauts-de-France, w departamencie Oise.
Według danych na rok 1990 gminę zamieszkiwało 136 osób, a gęstość zaludnienia wynosiła 19 osób/km² (wśród 2293 gmin Pikardii Neufvy-sur-Aronde plasuje się na 861. miejscu pod względem liczby ludności, natomiast pod względem powierzchni na miejscu 678.).